# Vatica glabrata
Vatica glabrata är en tvåhjärtbladig växtart som beskrevs av Peter Shaw Ashton. Vatica glabrata ingår i släktet Vatica och familjen Dipterocarpaceae. Inga underarter finns listade i Catalogue of Life.